# Афродита и Венера на монетах Античности
Афродита в Греции и Венера в Риме (др.-греч. Ἀφροδίτη, лат. Venus) — богини любви и красоты. Часто изображались на монетах соответственно Древней Греции и Древнего Рима.

## Афродита и Венера в греко-римской мифологии
В греческой мифологии богиня красоты и любви, включавшаяся в число двенадцати великих олимпийских богов. Она также богиня плодородия, вечной весны и жизни. Она — богиня браков и даже родов, а также «детопитательница». Любовной власти Афродиты подчинялись боги и люди. Неподвластны ей были только Афина, Артемида и Гестия. Была безжалостна к тем, кто отвергает любовь. Жена Гефеста и, позднее, Ареса.
Главные культы Афродиты — на острове Кипр, на острове Кифера, расположенном против мыса Малея на юге Греции, и в Сицилии (на горе Эрикс).

## Афродита и Венера на монетах
На греческих и римских монетах часто изображались голова или бюст Афродиты или Афродита сидящая, стоящая, едущая в биге или квадриге.
Изображения Венеры встречаются на ауреусах Римской республики (в частности, чеканенных при монетарии Гае Вибии Варе), а также императоров Марка Аврелия и Кара.